# Викторија (Брашов)
Викторија (рум. Victoria) насеље је у Румунији у округу Брашов у општини Викторија. Oпштина се налази на надморској висини од 551 m.

## Становништво
Према подацима из 2002. године у насељу је живело 9059 становника.

### Попис2002.
| Расподела становништва по националности 2002.‍ | Расподела становништва по националности 2002.‍ | Расподела становништва по националности 2002.‍ | Расподела становништва по националности 2002.‍ | Расподела становништва по националности 2002.‍ |
| --------------------------------------------- | --------------------------------------------- | --------------------------------------------- | --------------------------------------------- | --------------------------------------------- |
|                                               |                                               |                                               |                                               |                                               |
| Румуни                                        | Румуни                                        |                                               | 8.883                                         | 98,1%                                         |
| Мађари                                        | Мађари                                        |                                               | 73                                            | 0,8%                                          |
| Роми                                          | Роми                                          |                                               | 39                                            | 0,4%                                          |
| Немци                                         | Немци                                         |                                               | 53                                            | 0,6%                                          |
| други                                         | други                                         |                                               | 6                                             | 0,1%                                          |